# Ossolin (gromada)
Ossolin – dawna gromada, czyli najmniejsza jednostka podziału terytorialnego Polskiej Rzeczypospolitej Ludowej w latach 1954–1972.
Gromady, z gromadzkimi radami narodowymi (GRN) jako organami władzy najniższego stopnia na wsi, funkcjonowały od reformy reorganizującej administrację wiejską przeprowadzonej jesienią 1954 do momentu ich zniesienia z dniem 1 stycznia 1973, tym samym wypierając organizację gminną w latach 1954–1972.
Gromadę Ossolin z siedzibą GRN w Ossolinie utworzono – jako jedną z 8759 gromad na obszarze Polski – w powiecie sandomierskim w woj. kieleckim, na mocy uchwały nr 13j/54 WRN w Kielcach z dnia 29 września 1954. W skład jednostki weszły obszary dotychczasowych gromad Ossolin, Kroblice, Węgrce (bez wsi Krzeczkowice), Nasławice i Dziewków ze zniesionej gminy Klimontów w tymże powiecie. Dla gromady ustalono 13 członków gromadzkiej rady narodowej.
31 grudnia 1961 gromadę zniesiono, a jej obszar włączono do gromad Świątniki (wieś i kolonię Nasławice, wieś Krobielice Rządowe oraz kolonię Krobielice Podkarczemne), Klimontów (wsie Węgrce i Dziewków oraz kolonie Węgrce Szlacheckie i Dziewków) i Goźlice (wieś i tereny byłego folwarku Ossolin oraz wieś Wilkowice).